# Рахівський перевал
Ка́мінь-Кле́вка (інша назва — Ра́хівський перевал) — перевал в Українських Карпатах. Розташований у межах Рахівського району Закарпатської області.
Висота перевалу — 1024 м над р. м. Розташований між горами хребта, що простягається від масиву Свидовець на південь до Кузійського масиву.
Через перевал проходить дорога, що веде від міста Рахова до села Косівська Поляна. Дорога вузька, переважно ґрунтова, частково з асфальтовим покриттям, місцями брукована диким каменем, побудована дорога угорською армією під час другої світової війни відносно проїздна для будь якого транспорту годиться для автобусних турів, в радянські часи їздили такі автобуси як Ікарус, лаз та паз, є багато місць для роз'їзду автотранспорту, в зимовий період доступна дорога для автомобілів підвищеної прохідності. Взимку перевал непроїзний, можна піднятись з м. Рахів лише до вершини гори Лиса на висоту 1100 метрів над рівнем моря.
На вершині гори Лиса знаходиться фермерське господарство "Роза Вітрів" це найвисокогірніша стаціонарна ферма в Україні, можна також завітати до сироварні на дегустацію сирів та банош.
Із західного боку перевалу відкриваються чудові краєвиди на довколишні гори: на північ — масив Свидовець, на північний захід — гора Апецька, на південний захід — гора Кобила. Зі східного боку перевалу видно масиви Чорногора (на північному сході) та Гуцульські Альпи (на південному сході). 
В травні вздовж дороги яка веде з міста Рахів на перевал зацвітають рідкісні червонокнижні дерева Ясінь - Білоцвіт , в цьому місці їх є більше 20 дерев охороняються карпатським біосферним заповідником , на території України зустрічаються лише на Закарпатті.